# آندرانیک ووسکانیان
آندرانیک سامولی ووسکانیان (ارمنی: Անդրանիկ Սամվելի Ոսկանյան؛ زادهٔ ۱۱ آوریل ۱۹۹۰ در ایروان) یک بازیکن فوتبال در پست هافبک اهل ارمنستان است.

## باشگاهی
از باشگاه‌هایی که در آن بازی کرده‌است می‌توان به آلاشکرت، اورارتو و میکا اشاره کرد.

## تیم ملی
وی همچنین در زیر ۲۱ سال ارمنستان و تیم ملی فوتبال ارمنستان بازی کرده‌است. ووسکانیان نخستین و تنها بازی ملی خود را که یک بازی دوستانه بود در تاریخ ۲۸ فوریه ۲۰۱۲ در لیماسول، قبرس در مقابل صربستان انجام داده‌است.

## = باشگاهی
=
 پیونیک
- لیگ برتر فوتبال ارمنستان نایب قهرمان (۱): ۲۰۰۹
- جام استقلال ارمنستان (۱): ۲۰۱۱
- سوپر جام فوتبال ارمنستان (۱): ۲۰۱۲–۱۳